# Le Bouddha blanc
Le Bouddha blanc (titre original en japonais : 白仏 ou Hakubutsu) est un roman japonais de Hitonari Tsuji publié originellement en 1997. La traduction française paraît le 14 septembre 1999 au Mercure de France et reçoit le prix Femina étranger la même année.

## Résumé
Le roman s'inspire de la biographie du grand-père d'Hitonari Tsuji, Yutaka Imamura, un armurier qui avec l'aide de Shigeo Imamura, a construit une statue d'un Bouddha blanc en utilisant les os des ancêtres morts sur l'île d'Ôno (ja). Le roman fait référence à la spiritualité bouddhique.

## Éditions
- Mercure de France, 1999,  (ISBN 9782715221499).
- Collection Folio no 3479, éditions Gallimard, 2001,  (ISBN 978-2-07-041391-1).